# Mosquée Yunus-Bey
La mosquée Yunus-Bey (grec moderne : τζαμί Γιουνούς Μπέη ; turc : Yunus Bey Camii) est une ancienne mosquée située dans la ville de Komotiní, dans la périphérie de Macédoine-Orientale-et-Thrace, en Grèce.

## Emplacement
L'édifice est situé dans une rue piétonne du quartier de Néa Mossynoúpoli, à Komotiní.

## Histoire et description
Le monument est situé à 50 mètres à l'est du site du tekke de Poshposh (el). La date de sa construction n'est pas connue. De nos jours, seuls les quatre murs et la porte sont conservés. L'intérieur du bâtiment est utilisé comme terrain de jeux.